# Johann Adam Beil

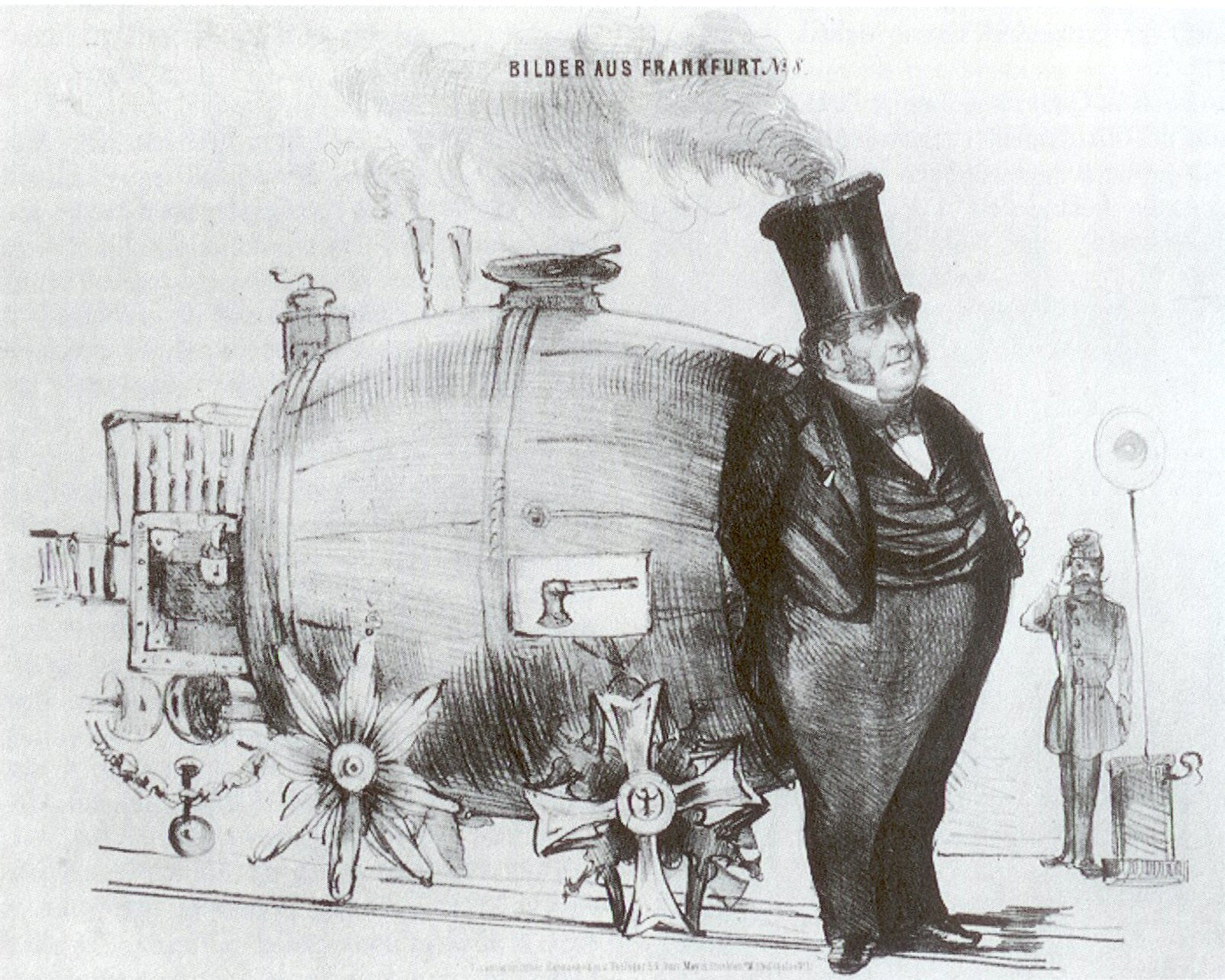
Karikatur von 1849

Johann Adam Beil (* 12. November 1790 in Frankfurt am Main; † 10. Juni 1852 ebenda) war Senator der Freien Stadt Frankfurt und hessischer Geheimer Hofrat.
Beil entstammte einer wohlhabenden Handwerkerfamilie und absolvierte zunächst eine Lehre als Küfer. 1813/1814 nahm er im preußischen Militärdienst am Feldzug gegen Frankreich teil, wurde verwundet und geriet in französische Gefangenschaft. 1815 kehrte er nach Frankfurt zurück und gründete eine Weinhandlung. Nebenbei schrieb er wissenschaftliche und belletristische Artikel für mehrere Blätter. 1825 wurde er Mitglied der gesetzgebenden Versammlung und 1826 Senator. Als solcher führte er eine neue Friedhofsordnung ein, die sich an zeitgemäßen Hygienevorschriften orientierte, und ließ den Frankfurter Hauptfriedhof errichten, der 1828 eröffnet wurde.
Sein beachtliches Vermögen (unter anderem elf Immobilien in der Frankfurter Hochstraße und ein landwirtschaftliches Mustergut, auf dem er 1833 eine der ersten Dampfmühlen in Frankfurt errichtete) erlaubte ihm ausgedehnte Reisen, bei denen er das im Entstehen befindliche Eisenbahnwesen der europäischen Länder studierte. 1840 legte er sein Senatorenamt nieder und wurde Direktor der Taunus-Eisenbahn-Gesellschaft.
Beil war Mitglied der Frankfurter Freimaurerloge Carl zum aufgehenden Licht. Nach ihm ist die Rat-Beil-Straße im Frankfurter Nordend benannt, die an den von ihm begründeten Hauptfriedhof angrenzt.